# St. Maria, Mutter der Kirche (Ahrbergen)

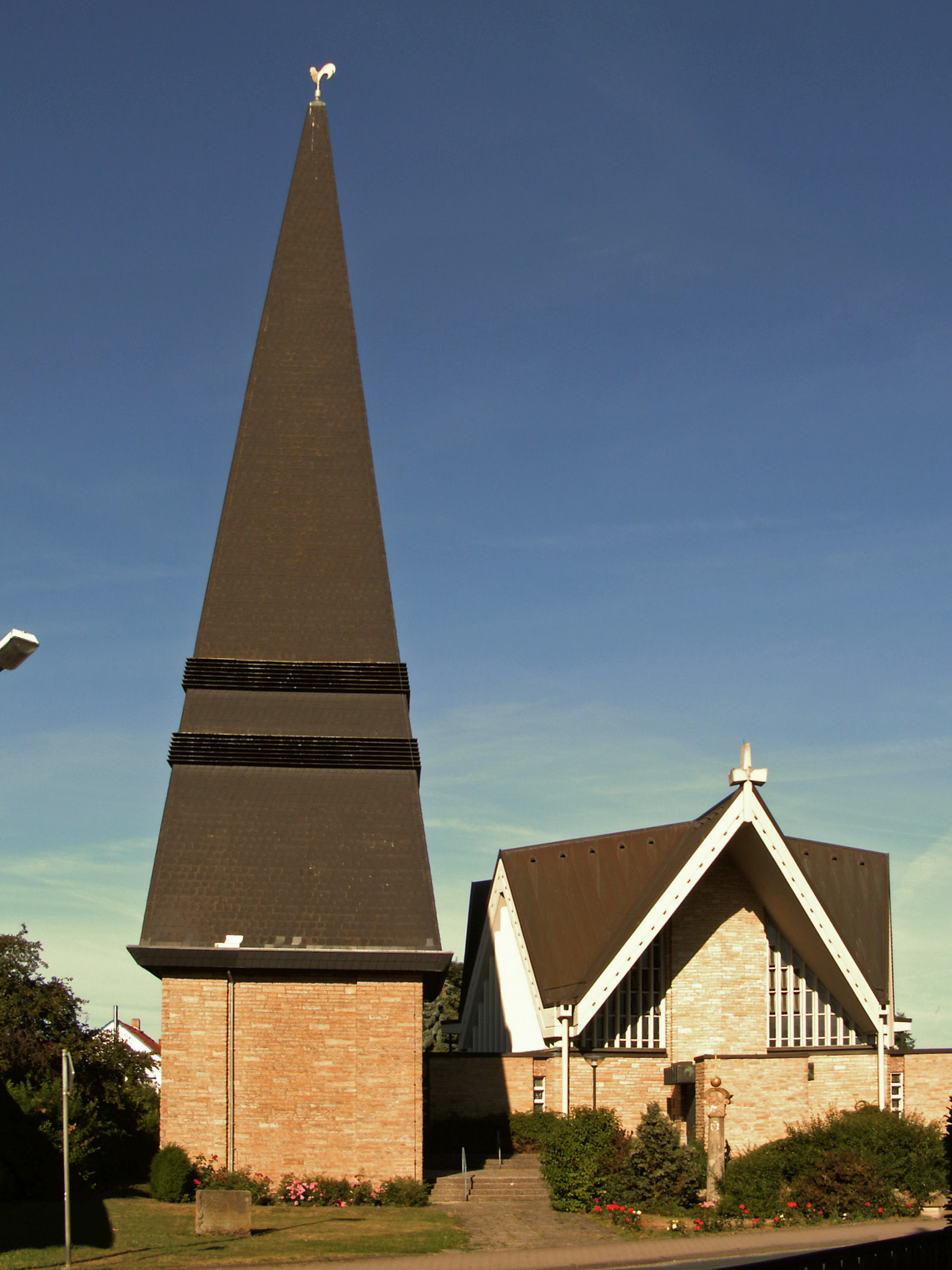
St. Maria, Mutter der Kirche, Ahrbergen

St. Maria, Mutter der Kirche ist eine römisch-katholische Kirche im Ortsteil Ahrbergen der Gemeinde Giesen im niedersächsischen Landkreis Hildesheim. Sie gehört heute zur Pfarrgemeinde St. Vitus mit Sitz in Giesen im Dekanat Borsum-Sarstedt des Bistums Hildesheim.

## Geschichte
Die neue Pfarrkirche St. Maria entstand von 1966 bis 1968 im Ortskern von Ahrbergen. Sie ersetzte die baufällige, im Jahre 1872 erbaute Marienkapelle. Die Konsekration erfolgte am 28. Januar 1968 durch Weihbischof Heinrich Pachowiak. Die bisherige Pfarrkirche Peter und Paul auf dem ehemaligen Burgplatz wurde Filialkirche und wird seitdem als Friedhofskirche genutzt.
Von 1977 bis 1978 erfolgte der Bau eines Glockenturmes. Die Glocken wurden von Weihbischof Heinrich Machens geweiht.
Am 1. November 2014 wurde die Pfarrgemeinde St. Vitus – Giesen errichtet. In diesem Zusammenhang wurde die Pfarrgemeinde St. Maria, Mutter der Kirche in Ahrbergen aufgehoben und zusammen mit ihrer Filialkirche St. Peter und Paul der neu errichteten Pfarrgemeinde zugeordnet. Beide Kirchen sind seitdem Filialkirchen von St. Vitus.

## Architektur
Der moderne Kirchenbau wurde nach den Plänen des Essener Architekten Kleffner gestaltet.